# تهودة
تهودة، هي بلدة رومانية بربرية في مقاطعة موريطنية القيصرية، أي الجزائر ومدينة رئيسية في الإمبراطوريات الرومانية والبيزنطية والوندالية، ويمكن التعرف عليها من الآثار الحجرية في الواحة المجاورة لقرية سيدي عقبة، الجزائر حاليًا.

## وصفها
هي من بلاد الزاب بالقرب من بسكرة، وهي مدينة أولية بنيانها بالحجر الجليل وعليها سور عظيم، ولها ربض ويدور بجميعها خندق، ولها نهر كبير ينصب إليها من جبل أوراس، فإذا كان بينهم وبين أحد حرب وخافوا النزول عليهم أجروا ماء ذلك النهر في الخندق المحيط ببلدهم فامتنعوا به وشربوا منه، وهي كثيرة البساتين والنخيل والزرع وجميع الثمار. وهي الموضع الذي قُتل فيه عقبة بن نافع وأصحابه.
ذكرت أغلب المصادر أن المكان الذي قُتل فيه عقبة ورفاقه هو بلدة تهودة من بلاد الزاب بالقرب من بسكرة، وسُمِّيت المنطقة المجاورة بسيدي عقبة، ويقع اليوم مسجد وضريح يُنسب لعقبة بن نافع في مسجد «عقبة بن نافع» بمدينة سيدي عقبة التي تبعد عن مدينة بسكرة بحوالي 20 كلم، وهو المسجد ذكره ابن خلدون وقال فيه: «إنه أشرف مزار في بقاع الأرض لما توفر فيه من عدد الشهداء والصحابة التابعين». ويعد ثالث أقدم المساجد في المغرب العربي بعد مسجد القيروان ومسجد أبي المهاجر دينار.